# Tabanus pseudocingulatus
Tabanus pseudocingulatus är en tvåvingeart som beskrevs av Krober 1931. Tabanus pseudocingulatus ingår i släktet Tabanus och familjen bromsar. Inga underarter finns listade i Catalogue of Life.